# Кікіти
Кікіти (пол. Kikity, нім. Kekitten) — село в Польщі, у гміні Єзьорани Ольштинського повіту Вармінсько-Мазурського воєводства.
Населення — 120 осіб (2011).
У 1975-1998 роках село належало до Ольштинського воєводства.

## Демографія
Демографічна структура станом на 31 березня 2011 року:
|          | Загалом | Допрацездатний вік | Працездатний вік | Постпрацездатний вік |
| -------- | ------- | ------------------ | ---------------- | -------------------- |
| Чоловіки | 60      | 12                 | 43               | 5                    |
| Жінки    | 60      | 10                 | 39               | 11                   |
| Разом    | 120     | 22                 | 82               | 16                   |